# ماکوتو یاسومورا
ماکوتو یاسومورا (انگلیسی: Makoto Yasumura; ۲۸ مارس ۱۹۷۵ – ) صداپیشه اهل ژاپن بود. وی از سال ۲۰۰۰ میلادی تاکنون مشغول فعالیت بوده‌است.